# دانتي لوبيز
دانتي لوبيز (بالإسبانية: Dante López)‏ (مواليد 16 أغسطس 1983) هو لاعب كرة قدم. يلعب مع منتخب باراغواي لكرة القدم. سبق له أن لعب في كأس العالم لكرة القدم مع منتخب بلاده.

## روابط خارجية
- دانتي لوبيز على موقع الاتحاد الدولي (مؤرشف)  (الإنجليزية)
- دانتي لوبيز على موقع قاعدة بيانات كرة القدم.إي يو (الإنجليزية)
- دانتي لوبيز على موقع ناشيونال فوتبول تيمز (الإنجليزية)
- دانتي لوبيز على موقع Soccerway.com (الإنجليزية)
- دانتي لوبيز على موقع عالم كرة القدم.نت (الإنجليزية)
- دانتي لوبيز على موقع AS.com (الإسبانية)